# Mysterious Billy Smith
Mysterious Billy Smith (właśc. Amos M. Smith, ur. 15 maja 1871 w Little River w hrabstwie Digby, zm. 15 października 1937 w Portland) – kanadyjski bokser, były zawodowy mistrz świata kategorii półśredniej.
Choć urodził się jako Amos Smith, przybrał imię „Billy”, zanim został zawodowym pięściarzem. Przydomek „mysterious” (tajemniczy) zyskał, gdy jakiś dziennikarz zadał w gazecie pytanie „Who is this mysterious Billy Smith?” (Kim jest ten tajemniczy Billy Smith?).
Był znany nie tylko z umiejętności bokserskich, ale i z wyjątkowo nieczystego sposobu walki. Potrafił uderzać głową, łokciem, kolanem, gryźć, rzucać przez biodro, rozmyślnie deptać leżącego rywala. W czasach, gdy brutalna walka była tolerowana przez arbitrów, przegrał dziesięć pojedynków przez dyskwalifikację za niedozwolone ciosy.
Pierwsze walki zawodowe stoczył w 1890, a od 1892 mieszkał i walczył w Stanach Zjednoczonych. W tym czasie nie było powszechnie uznawanego mistrza świata kategorii półśredniej, odkąd Paddy Duffy zmarł w 1890. Smith po znokautowaniu w 14. rundzie Danny'ego Needhama 15 grudnia 1892 w San Francisco podniósł roszczenia do tego tytułu. Następnie pokonał w obronie tytułu Toma Williamsa przez nokaut w 2. rundzie (17 kwietnia 1893 w Nowym Jorku). Stracił mistrzostwo, gdy Tommy Ryan (z którym Smith wcześniej dwukrotnie zremisował) pokonał go na punkty 26 lipca 1894 w Minneapolis.
Zremisował z Joe Walcottem 1 marca 1895, a 27 maja tego roku nie udało mu się odzyskać mistrzostwa, gdyż jego walka z Ryanem została przerwana przez policję w 18. rundzie. W tym czasie Smith zwisał bezwładnie na linach. Walkę uznano za remisową. 18 maja 1896 w Bostonie przegrał przez dyskwalifikację z Kidem McCoyem. Podobnie Ryan pokonał Smitha przez dyskwalifikację 25 listopada 1896 w Nowym Jorku.
Od 1897 Tommy Ryan walczył głównie w wadze średniej nie mogąc utrzymać limitu kategorii półśredniej. Prawo do tytułu mistrza świata w tej wadze rościli sobie m.in. Smith i Joe Walcott. Bokserzy ci zremisowali ze sobą 14 kwietnia 1898 w Bridgeport. Smith został powszechnie uznany za mistrza świata, gdy 26 sierpnia tego roku pokonał Matty'ego Matthewsa.
Wielokrotnie skutecznie bronił tytułu mistrzowskiego. M.in. wygrał 6 grudnia 1898 z Joe Walcottem, a 10 marca 1899 zwyciężył przez techniczny nokaut mistrza świata w wadze lekkiej Kida Lavigne'a. Stracił mistrzostwo świata, gdy został zdyskwalifikowany za zbyt niskie uderzenia w pojedynku z Rube Fernsem 15 stycznia 1900 w Buffalo. Do tego czasu Ferns zaliczył 15 nokdaunów. Ponieważ walka ta odbywała się w limicie 145 funtów, Smith nadal uważał się za mistrza świata w wadze do 142 funtów, zanim Matty Matthews nie pokonał go 17 kwietnia tego roku przez nokaut w 19. rundzie.
Smith kontynuował karierę do 1903. W tym czasie m.in. został znokautowany przez Tommy'ego Ryana w 1902, wygrał i przegrał z Young Peterem Jacksonem i trzykrotnie został pokonany przez Joe Walcotta. Powrócił na ring w 1910, kiedy to wygrał 1 walkę, w 1911 walczył jeden raz i przegrał, a kolejną, ostatnią już walkę stoczył w 1915. Przegrał ją przez techniczny nokaut.
Po wycofaniu się prowadził bar pod nazwą The Champion's Rest w Portland w stanie Oregon. Zmarł w tym mieście w wieku 66 lat..
Został wybrany w 2009 do Międzynarodowej Bokserskiej Galerii Sławy.